# Alexandre Zeff
 (octobre 2016).
Alexandre Zeff est un metteur en scène, acteur et réalisateur français.

## Biographie
Alexandre Zeff est formé au Conservatoire national supérieur d'art dramatique de Paris en tant qu'acteur puis en tant que metteur en scène.
Au Conservatoire, il travaille avec Nada Strancar, Joël Jouanneau et Muriel Mayette. Il joue dans Je danse comme Jésus Christ sur le vaste Océan d'après Musset (Catherine Hiegel), Anna Tommy de Caroline Marcadé, Songe/Tempête fragments de Shakespeare (Georges Lavaudant), Brecht, Eisler, Weill (Julie Brochen).
Par la suite, il joue dans Katherine Barker de Jean Audureau mise en scène de Serge Tranvouez, dans Antigone, Hors-la-loi écrit et mis en scène par Anne Théron, dans La Dispute de Marivaux mis en scène par Éric de Dadelsen, dans L'Orestie d'Eschyle mis en scène par David Géry. Également dans Sous l’œil d'Œdipe de Joël Jouanneau, dans Roberto Zucco de Koltès (rôle-titre) mise en scène Pauline Bureau, Le Village en flammes de Fassbinder mise en scène de Yann Dacosta et dans Cyrano de Bergerac d'Edmond Rostand, mise en scène Georges Lavaudant.
Il réalise des films dès sa sortie du Conservatoire, à la suite de sa rencontre avec Philippe Grandrieux lors d'un stage à La Femis, puis avec Nicole Brenez professeur de cinéma d'avant-garde à la Sorbonne. Il est l'auteur de plusieurs courts-métrages : À cet instant je vis, La Ligne de fuite (prix qualité du CNC), Voler en éclats, La Truite et le Cerf-volant, Roxane, sélectionnés dans plusieurs festivals internationaux ainsi qu’un long-métrage documentaire Rencontres salué par la critique[réf. nécessaire].
Au cinéma également, il joue sous la direction de Philippe Sisbane dans Le Coma des mortels, de Maxime Chattam dans Par acquit de conscience et de René Féret dans Anton Tchekhov 1890.
En 2006, il fonde la Compagnie La Camara Oscura, avec laquelle il met en scène Célébration et Le Monte-plats d'Harold Pinter (prix jeune metteur en scène 2007 du Théâtre 13 et prix de la fondation de France - Charles Oulmont), Le 20 novembre de Lars Norén, Je suis le vent de Jon Fosse et Big Shoot de Koffi Kwahulé sélectionné au festival Impatience 2016 et prix du souffleur 2016.
Il a comme grand-oncle Edward Zeff, agent secret britannique pendant la Seconde Guerre mondiale.

## Théâtre

### Mise en scène
- 2007 : Le Monte-plats, Célébration d'Harold Pinter / Théâtre 13, Studio théâtre d’Asnières / Prix jeunes metteurs en scène 2007 du Théâtre 13 et Prix mise en scène 2007 de la fondation de France - Charles Oulmont.
- 2014 : Zone libre / Je suis le vent de Jon Fosse / Théâtre de Vanves
- 2013-2015 : Le 20 novembre de Lars Norén / Théâtre de La Loge, Confluences, Studio théâtre d’Alfortville.
- 2016 : Big Shoot de Koffi Kwahulé / Théâtre de La Loge, Centre de création alternatif de Villejuif, Théâtre national de la Colline / Sélectionné au festival Impatience 2016. Prix du souffleur 2016
- 2018 : JAZ de Koffi Kwahulé / Théâtre de La Cité Internationale, Paris[2]
- 2021 : Tropique de la violence de Nathacha Appanah, Théâtre de la Cité universitaire à Paris[3].

### Comédien
- 2002 : Bérénice de Racine, mise en scène Nada Strancar / Conservatoire national supérieur d'art dramatique
- 2003 : Marie Tudor de Victor Hugo, mise en scène Nada Strancar / Conservatoire national supérieur d'art dramatique
- 2004 : La Manie de la villégiature de Goldoni, mise en scène Muriel Mayette / Conservatoire national supérieur d'art dramatique
- 2004 : Œdipe de Sophocle, mise en scène Joël Jouanneau / Conservatoire national supérieur d'art dramatique
- 2004 : Je danse comme Jésus Christ sur le vaste Océan de Musset / mise en scène Catherine Hiegel / Conservatoire national supérieur d'art dramatique
- 2005 : Anna Tommy de Caroline Marcadé, mise en scène Caroline Marcadé / Conservatoire national supérieur d'art dramatique
- 2005 : Songe, Tempête (fragments Shakespeare), mise en scène Georges Lavaudant / Conservatoire national supérieur d'art dramatique
- 2005 : Brecht / Eisler / Weill, mise en scène Julie Brochen et Françoise Rondeleux / Conservatoire national supérieur d'art dramatique
- 2006 : Premières Lignes, mise en scène Jean-François Sivadier, Jean-Pierre Hourdain et Emilie Rousset / Studio-Théâtre de la Comédie-Française à l'initiative de la Commission d'aide à la création d'œuvres dramatiques (DMDTS)
- 2006 : Katherine Barker de Jean Audureau, mise en scène Serge Tranvouez / Théâtre de la Ville, tournée
- 2006 : Fol ou le Siècle des ombres de Laurent Bazin, mise en scène Laurent Bazin / MC93 Bobigny dans le cadre de Archipel 118
- 2006-2007 : Antigone, hors-la-loi d'après Antigone de Sophocle, mise en scène Anne Théron / Le Théâtre à Poitiers, Théâtre de la Commune d'Aubervilliers, Théâtre national de Nice
- 2007 : La Dispute de Marivaux et Scenes of love de William Shakespeare, mise en scène Eric de Dadelsen / Le Préau à Vire, Festival d'Oxford à Chipping Norton, Pleasance Islington Théâtre à Londres
- 2007 : L'Orestie d'Eschyle, mise en scène David Géry / Théâtre de la Commune à Aubervilliers
- 2008 : Britannicus de Racine, mise en scène Laurence Andreini / Théâtre de la Rochelle
- 2009-2010 : Sous l'œil d'Œdipe, mise en scène Joël Jouanneau / Festival d'Avignon, Théâtre de Vidy-Lausanne, Théâtre d’Aubervilliers, TNS
- 2010-2011 : Roberto Zucco de Koltès (rôle-titre), mise en scène Pauline Bureau / Théâtre de la Tempête
- 2012 : Le Village en flammes de Fassbinder, mise en scène Yann Dacosta / CDR du Havre et tournée en Normandie
- 2013-2014 : Cyrano de Bergerac d'Edmond Rostand, mise en scène Georges Lavaudant / MC93 de Bobigny et tournée internationale.

## Filmographie

### Réalisation
- 2005 : À cet instant je vis, court métrage
- 2008 : La Ligne de fuite, court métrage.
- 2009 : Voler en éclats, court métrage documentaire
- 2010 : Kir-Châtaigne, court métrage documentaire.
- 2012 : La Truite et le Cerf-volant.
- 2013 : Roxane, court métrage.
- 2014 : Rencontres, long métrage documentaire.

### Acteur

#### Cinéma
- 2000 : Demain à l'aube, de Nicolas Paulin
- 2001 : Le Coma des mortels, de Philippe Sisbane
- 2014 : Anton Tchekhov 1890, de René Féret[4]
- 2014 : Par acquit de conscience, de Maxime Chattam

#### Télévision
- L'Innocent, de Pierre Boutron
- Une juge sous influence, de Jean-Louis Bertuccelli

## Distinctions

### Théâtre
- Le Monte-Plat / Célébration : Prix jeunes metteurs en scène 2007 du théâtre 13 et Prix mise en scène 2007 de la fondation de France - Charles Oulmont.
- Big Shoot : Sélectionné au Festival impatience 2016 par le Théâtre national de la Colline et le Centquatre-Paris[5]. Prix du souffleur 2016

### Cinéma
- Festival de Berlin (Talent Campus en réalisation)[6]
- La ligne de fuite : Prix qualité du CNC 2013

## Parcours
- 2000-2001 : Les Enfants terribles (Jean-Bernard Feitussi)
- 2001-2002 : Le Studio-théâtre d'Asnières (Jean-Louis Martin-Barbaz)
- 2002-2005 : Conservatoire national supérieur d'art dramatique de Paris
- 2005 : Stage Femis avec Philippe Grandrieux
- 2013 : Formation continue à la mise en scène au CNSAD